# ヴァリオLF3
ヴァリオLF3（VarioLF3）は、チェコの企業グループであるアライアンスTW（Aliance TW Team）が製造する路面電車車両。車内の一部が低床構造となっている3車体連接車である。

## 概要・運用
鉄道車両製造に関わる3つの企業（プラゴイメックス、クルノフ修理機械工場、VKVプラハ）によって設立された企業グループのアライアンスTWは、独自ブランドの路面電車車両として"ヴァリオ"（Vario）と言う愛称を持つ部分超低床電車を展開している。その中でも、乗客数が多い都心や高速路線向けに設計された3車体連接車については"ヴァリオLF3"という愛称が与えられている。
動力台車が設置されている車端や連接部分（床上高さ860 mm）を除いた車内の50 %が床上高さ350 mmの低床構造になっており、運転台や乗降扉が片側に設置されている車両はヴァリオLF3（VarioLF3）、両側に設置されている車両はヴァリオLF3/2（VarioLF3/2）という形式名が付けられている。両形式とも前後車体の側面に2箇所、中間車体に1箇所、幅1,300 mmの両開き式乗降扉が設置されている。
台車にはクルノフ修理機械工場が開発したボギー台車「コンフォート（KOMFORT）」を用い、垂直に搭載された誘導電動機から自在継手や歯車を介して動力が伝達される垂直カルダン駆動方式が導入されている。主要な電気機器は屋根上に設置され、マイクロプロセッサによる制御・管理が行われている。
ヴァリオLF3、ヴァリオLF3/2共に2020年現在の時点でオストラヴァ交通局（DPO）が運営するオストラヴァ市電にのみ導入されており、前者は2両（2006年・2007年製）、後者は3両（2008年製）が使用されている。

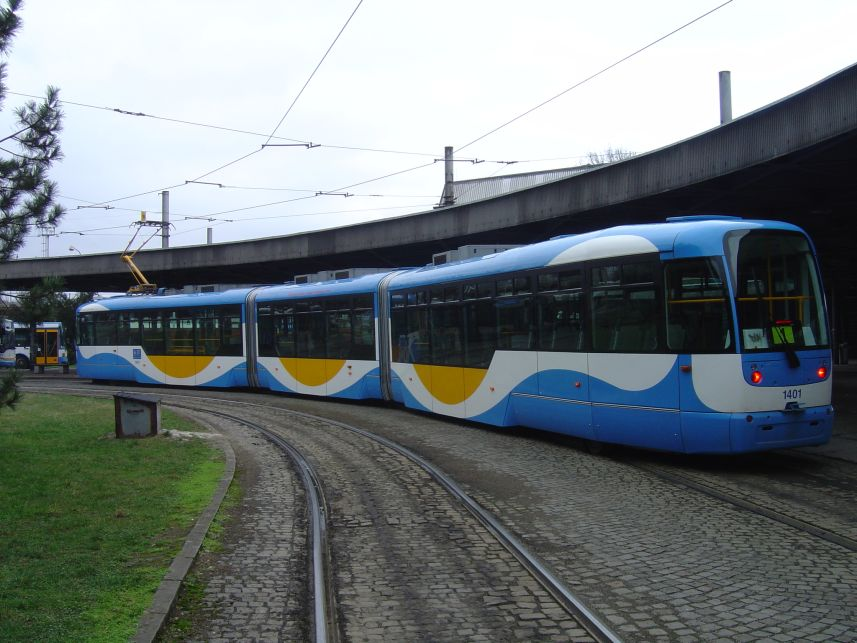
ヴァリオLF3の後方には運転台がない（2007年撮影）